# 메리 해런
메리 해런(Mary Harron, 1953년 1월 12일 ~ )은 캐나다의 영화 감독, 영화 각본가이다.

## 작품 목록
- 나는 앤디 워홀을 쏘았다 (1996)
- 아메리칸 사이코 (2000)
- 악명높은 베티 페이지 (2005)
- 더 모스 다이어리즈 (2011)
- 찰리 세즈 (2018)

### 텔레비전
- 애나 니콜 이야기 (2013)
- 알리아스 그레이스 (2017)